# شدة مجال
شدة المجال (ويقال خطأ قوة المجال) (intensity) في الفيزياء التطبيقية مقدار يساوي شدة (norm) القيمة المتجهة الواصفة للمجال.
في الفيزياء النظرية قد يقصد للتعبير عن شكل الانحناء [الإنجليزية]. فشكل انحناء المجال الكهرومغناطيسي تصفه مصفوفة متخالفة التناظر عناصرها المجال الكهربائي والمجال المغناطيسي وتسمى تلك المصفوفة موتر كهرومغناطيسي [الإنجليزية]
في ترددات الراديو تعريف قوة المجال كالآتي: مقدار المجال الكهرومغناطيسي المستلم الذي يثير هوائي يحث توتر ذا تردد معين بمثابة إشارة مدخلات لجهاز استقبال (راديو). من تطبيقات هذه الطريقة الهواتف المحمولة والبث الإعلامي والإنترنت اللاسلكية وغيرها.